# Ilat
Ilat fou un terme d'origen turc (derivat de la paraula turca İl) que es va utilitzar a Pèrsia a partir del període il-kànida per designar a la diverses tribus nòmades o seminomàdes de l'Iran. Les principals estaven situades a Khuzestan, el Djibal i Fars.
Aquestes tribus van constituir sovint el suport de les diverses dinasties que van governar aquesta regió.